# 中村璋八
中村 璋八（なかむら しょうはち、1926年1月7日 - 2015年6月2日）は、日本の中国哲学研究者、駒澤大学名誉教授。　
神奈川県愛甲郡愛川町生まれ。1951年東京文理科大学文学科卒。1978年「五行大義の基礎的研究」で駒澤大学文学博士。東京都立町田高等学校教諭、駒澤大学文学部助教授、教授。1996年定年退任、名誉教授。
2015年6月2日、老衰のため死去。89歳没。

## 著書
- 『五行大義』明徳出版社 中国古典新書 1973
- 『五行大義の基礎的研究』明徳出版社 1976
- 『五行大義校註』汲古書院 1984
- 『日本陰陽道書の研究』汲古書院 1985
- 『菜根譚のことば』斯文会 My古典　2007

### 共編著
- 『緯書の基礎的研究』安居香山共著 漢魏文化研究会 1966、国書刊行会 1986
- 『原典対照中国思想文学通史』編著 明治書院 1984
- 『緯学研究論叢 安居香山博士追悼』編 平河出版社 1993
- 『選集道教と日本 第2巻 古代文化の展開と道教』野口鉄郎共編 雄山閣出版 1997
- 『中国人と道教 林原フォーラム’97』編 汲古書院 1998

### 訳注など
- 『緯書集成』全6巻 安居香山共編 漢魏文化研究室 1959-64
- 『重修緯書集成』全6巻 安居香山共編 明徳出版社 1971-92
- 『呂氏春秋』内野熊一郎共著 明徳出版社 中国古典新書 1976
- 『給食倫理』編著 第一出版 給食学双書 1977
- 『食経』佐藤達全共編著 明徳出版社 中国古典新書 1978
- 道元『作る心食べる心 典座教訓・赴粥飯法・正法眼蔵示庫院文』石川力山・中村信幸共訳著 第一出版 1980　
  - 新編『典座教訓・赴粥飯法』講談社学術文庫 1991
- 『日本料理秘伝集成 原典現代語訳 第17巻 食品食物学・食医学』佐藤達全共編 同朋舎出版 1985
- 『五行大義全釈』藤井友子共著 明治書院 1986
  - 新編『五行大義 上・下』古藤友子・清水浩子共著 明治書院 新編漢文選 1998
- 洪自誠『菜根譚』石川力山共訳注 講談社学術文庫 1986
- 『食物本草』佐藤達全共著 明徳出版社 中国古典新書 1987
- 都良香『都氏文集全釈』大塚雅司共著 汲古書院 1988
- 蔡恒息『易のニューサイエンス 八卦・太極図とコンピュータ』武田時昌共訳 東方書店 1989
- 朱宗元・趙青樹『陰陽五行学説入門』中村敞子共訳 谷口書店 1990
- 『周易本義』古藤友子共著 明徳出版社 中国古典新書続編 1992
- 洪丕謨、姜玉珍『中国算命術』中村敞子共訳 東方書店 1992
- 『田氏家集全釈』島田伸一郎共著 汲古書院 1993
- 『風俗通義』清水浩子共著 明徳出版社 中国古典新書続編 2002
- 洪応明『菜根譚 清朝本全訳』訳注 東方書店 2006
- 『中右記部類紙背漢詩集』伊野弘子共訳注 汲古書院 2011

### 記念論集
- 『東洋学論集 中村璋八博士古稀記念』汲古書院 1996

## 注
1. ↑  中国哲学者の中村璋八さんが死去：朝日新聞
2. ↑  『現代日本人名録』